# Men of Valor
Men of Valor ist ein Ego-Shooter, dessen Handlung im Vietnamkrieg angesiedelt ist. Das Spiel wurde von 2015 Games entwickelt und im Oktober 2004 von Vivendi Universal Games für Windows und Xbox veröffentlicht. Der Spieler steuert darin den schwarzen Dean Shepard durch die Wirren des Krieges gegen den Vietkong. Wie Genrekollege Medal of Honor ist auch Men of Valor squadbasiert (man ist ständig in einer Gruppe unterwegs) und erfordert viel an taktischem Geschick. Der Schwierigkeitsgrad wurde stark kritisiert, da die KI-Soldaten wie im Spiel Far Cry sehr gut zielen. Das Spiel besitzt eine akustische Untermalung, bekannt aus Vietnam-Filmen wie Platoon, sowie realistische Waffensounds. Der stark auf Skripts beruhende Spielablauf fand bei professionellen Spieletestern wenig Anklang. 
Als Grafik-Engine wurde eine stark modifizierte Version der Unreal Engine verwendet.

## Besonderheiten
Als eine der wenigen Besonderheiten in Men of Valor spielt man als Hauptfigur einen farbigen Soldaten und das Thema Rassismus ist in den häufigen Zwischensequenzen an der Tagesordnung. Meist jedoch blickt man wie seine Teamkameraden nur auf das Visier eines M16 oder eines der zahlreichen anderen Waffen und versucht möglichst schnell viele Feinde aufs Korn zu nehmen. Die Spielfigur hält nämlich so gut wie nichts aus. Allerdings ist Men of Valor recht großzügig, was die Trefferquote anbelangt: Trifft man den Arm oder das Bein, verwandelt das Spiel den Schuss häufig in einen Volltreffer.
Wird die eigene Spielfigur getroffen, sinkt nicht nur wie in allen Shootern eine Lebensenergie-Anzeige: Die Blutung muss durch Drücken einer Controller-Taste zusätzlich noch gestoppt werden, sonst ist der GI bald verblutet. Die notwendigen Verbandspäckchen sammelt man von getöteten Feinden oder am Wegesrand auf. Ähnlich verhält es sich auch mit Waffen und Munition, die immer entsprechend dem Einsatzzweck in großer Anzahl bevorratet werden sollten, um nicht irgendwann buchstäblich mit leeren Händen dazustehen.
Im Spiel wird Musik aus der dargestellten Ära gespielt, zum Beispiel Wooly Bully von Sam the Sham & the Pharaohs.

## Hintergründe
Der Vietnamkrieg war der umstrittenste und meistdiskutierte Konflikt in der neueren amerikanischen Geschichte. Als Präsident John F. Kennedy im November 1961 US-Berater nach Südvietnam entsandte, konnte er beim besten Willen nicht ahnen, dass seine Maßnahmen zu einem zehnjährigen Krieg führen, eine Präsidentschaft zerstören und einer Subkultur Auftrieb geben würden, die bis zum heutigen Tag großen Einfluss auf Kunst, Politik und Denkweisen haben sollte.
Vietnam hatte bereits eine lange Kriegsgeschichte hinter sich, bevor Amerika sich einmischte. Jahre des Widerstands gegen die imperialen Bemühungen von China, Frankreich und Japan hatten eine Bewegung für nationale Unabhängigkeit hervorgebracht. Die setzte der französischen Militärintervention in diesem Teil der Welt ein Ende, was zur Teilung des Landes führte. Nordvietnam stand fortan unter der Kontrolle von Hồ Chí Minh und seiner siegreichen Armee. Nordvietnam wurde zu einem kommunistischen Land, das eng mit China und später genauso eng mit der Sowjetunion verbunden war. In Südvietnam wurde eine diktatorische Oligarchie von den Vereinigten Staaten unterstützt.
Die amerikanische Einmischung wurde von der Furcht vor einem monolithischen internationalen Kommunismus diktiert. Als der Norden begann, für ein unter dem Kommunismus vereinigtes Vietnam zu agitieren, fürchteten die USA, eine kommunistische Revolution werde sich irgendwann in andere Teile Südostasiens ausbreiten und diese Region von der westlichen Welt abtrennen. Die Vereinigten Staaten verpflichteten sich, die Republik Vietnam gegen Aggressionen aus dem Norden zu verteidigen, und seit dem Jahr 1965 waren umfangreiche amerikanische Militärverbände in Kämpfe gegen kommunistische Guerilleros verwickelt, die von Nordvietnam aus organisiert und versorgt wurden.

## Waffen
- Colt M1911
- AK-47
- CAR-15
- M16A1 Vietnam
- M60
- M79
- PPSch-41
- SKS3
- Simonow SKS-45
- Tokarew TT-33
- Typ 56
- M1 Garand
- M1 Carbine

## Markenrechte
Die Rechte an der Marke Men of Valor wurden 2015 von Nordic Games erworben.